# 田村ハヤト
田村 ハヤト（たむら はやと、1995年9月13日 - ）は、日本の男性プロレスラー。群馬県みなかみ町出身。GLEAT所属。血液型A型。

## 来歴
- 2011年、前橋育英高校に入学し野球部に所属。2年秋から左翼手のレギュラーに定着。
- 2013年、3年次に出場した第95回全国高等学校野球選手権大会では、3回戦の横浜高校戦と決勝の延岡学園高校戦でホームランを放ちチームの初優勝に貢献した[2][3]。1年後輩に髙橋光成がいる。
- 2014年、国際武道大学に入学し野球部に所属するも、古傷の右ひじの故障が悪化したため中退[2]。
- 2015年、パンクラスジム「P's LAB東京」で総合格闘技を学び、11月7日のハードヒット横浜大会にて「田村2013夏の甲子園優勝前橋育英レギュラーメンバー決勝戦でホームランを打った駿人」名義で出場、対瓦井寿也戦にて判定勝利を飾った[4]
- 2019年7月、JUST TAP OUT入団。9月24日、後楽園大会にて対TAKAみちのく戦プロレスデビュー[5]。
- 2020年8月3日、ZERO1後楽園大会に登場し、王座挑戦を直訴する。後日、正式決定となり自身のタイトル初挑戦が決まる。
- 8月15日、JTOトーナメントにて決勝進出、TAKAみちのくに敗れ準優勝。
- 8月27日、ZERO1に参戦し、世界ヘビー級王座に挑戦する。王者クリス・ヴァイスから大金星を挙げ第28代王者となり、初のタイトル獲得となった。
- 10月、火祭りに初出場。開幕戦で太嘉文に118秒で秒殺負けを喫するも、その後全勝で決勝進出。ハートリー・ジャクソンに敗れ準優勝に終わるも絶大なインパクトを残した。
- 2020年末、次回興行をもって退団することを発表。理由として週刊プロレスのインタビューにてJTOルール（ノーフォール、ギブアップ・ロストポイントルール）の批判が掲載され、団体と話し合った上（田村が望むのは大技でのピンフォール）での退団であることをTAKAが自身の配信で公表した。
- 2021年1月15日JUST TAP OUT後楽園大会をもって退団。当初は火野・TAKA vs 田村・武蔵であったが、諸事情で火野が欠場。TAKAを含め 同期組である KANON vs 田村・武蔵がメインとなるも、試合を終えた同じく同期組の新・イーグルマスクが参加を直訴し、その場で6人タッグとなった。最後は武蔵がTAKAから初のピンフォールを奪い、全員で田村を送り出した。
- 2021年1月16日からフリーとして活動、主戦場をZERO1として活動する。
- 7月、GLEAT旗揚げ戦から、レギュラー参戦。
- 8月4日、河上隆一とタッグ結成。通称ガチムチ軍。後にBULK ORCHESTRAと名付けられる[6]。
- 9月7日、ZERO1の大谷晋二郎とオッキー沖田が会見を開き、田村ハヤトのZERO1からGLEATへの移籍トラブルを理由にGLEATとの絶縁を発表。ZERO1より、GLEAT所属選手のエル・リンダマンが保持しているインターナショナルジュニアヘビー級王座とNWA世界ジュニアヘビー級王座を剥奪することを発表した[7]。
- 9月29日、GLEAT新宿大会前に記者会見を開き、正式にGLEAT入団が発表された。
- 2022年2月に行われたG-REX初代王者決定トーナメントでは、カズ・ハヤシ、飯塚優、伊藤貴則に勝利し決定戦進出。

## 得意技
ハヤトオーケストラ
ジャックハマー
ハヤトドライバー
ジャスト・フェイスロック
フロントネックロック
クローズライン

## タイトル歴

### 野球
第95回全国高等学校野球選手権大会優勝（2013年）

### プロレス
プロレスリングZERO1
- 世界ヘビー級王座（第28代）

GLEAT
- G-REX王座（第4代）
- G-INFINITY王座（第2代）（パートナーはチェック島谷）

## 入場曲
- 「HAYATO」（JUST TAP OUT）
- 「GrandSlam」（GLEAT）

2曲ともHK PROJECT作曲

## 出演
- 「プロレスレンダー」（スポーツライブ+）

## 人物
- 2018年、赤坂の「マッスルバー」に勤務したことがある[8]。
- 埼玉西武ライオンズに所属する髙橋光成は前橋育英高校野球部の1年後輩にあたる。なお、髙橋は甲子園優勝時のエースであった[9]。